# Let's Make Money
Pour plus de détails, voir Fiche technique et Distribution.
Let's Make Money est un film documentaire réalisé par Erwin Wagenhofer et sorti en 2009.
Ce film traite de la mondialisation néo-libérale et de l'exploitation des pays par le système financier international.

## Fiche technique
- Réalisation : Erwin Wagenhofer
- Scénario : Erwin Wagenhofer
- Montage : Paul M. Sedlacek
- Date de sortie : 15 avril 2009

## Distribution
- John Perkins
- Hermann Scheer

## Nominations et récompenses
Let's Make Money a remporté le prix du Meilleur documentaire au Festival du film de Vukovar en 2009.
Il a fait partie des finalistes lors du Sundance film festival de 2009 dans la catégorie documentaires.